# Іво Лінна
Іво Лінна (ест. Ivo Linna; нар. 12 червня 1949 року в Курессааре) — радянський та естонський співак, гітарист, актор.
У 1996 році в Осло представляв Естонію на конкурсі «Євробачення» з піснею «Kaelakee Hääl» (в дуеті з Маар'єю-Лійс Ілус), де посів 5-е місце.

## Біографія
Іво Лінна народився в родині керівника музею Сааремаа Тімотеуса Лінни, який до радянської окупації служив священником.
В 1967—1969 роках Іво Лінна вивчав естонську філологію в Тартуському університеті.
Почав співати й грати на гітарі в ансамблі «Müstikud» (1966—1967 рр.). Потім брав участь в ансамблі «System» (1968) і знову в «Müstikud» (1969). Після служби в Радянській Армії співав у вар'єте, співпрацюючи як ведучий передач з Естонським телебаченням. У 1973—1974 — вокаліст в ансамблі Олава Ехала, 1975 — в оркестрі «Vana Toomas». У 1975—1980 роках був учасником гурту «Apelsin», з 1978 року засновником і учасником гурту «Rock Hotel».

## Нагороди
У 2000 році президент Естонії нагородив Іво Лінну Орденом Білої Зірки IV ступеня.

## Приватне життя
Іво Лінн був одружений з 1973 до 1995 року зі співачкою Реет Лінною. В цьому шлюбі народилися дочка Ханна-Стіна і син Роберт. У червні 1999 року одружився з бухгалтеркою Імбі Адері.

## Дискографія
- 1984 «Ivo Linna» 12" LP, Meloodia
- 1993 «Ivo Linna '93», CD ja MC, AS Fifaa
- 1998 «Iff 1» CD ja MC, Ivo Linna
- 1999 Ivo Linna ja Rock Hotel «Kõva ketas», CD, Hitivabrik
- 2001 «Enne ja pärast päeva», CD, Hitivabrik
- 2001 «Eesti kullafond» 3MC, 3CD, Hitivabrik
- 2006 «Üksi, iseendas üksi…» Hitivabrik
- 2009 «Originaal», CD, Eesti Rahvusringhääling

### DVD
- 2009 «Sangar seiklusfilmis» ERR

## Фільмографія
- 1970 — Varastati Vana Toomas (Вкрали Старого Тоомаса) — вуличний співак
- 1980 — Зірки олімпійської регати — камео
- 1984 — Hundiseaduse aegu (За часів вовчих законів) — друг Туннета
- 1987 — Як стати зіркою (рос. «Как стать звездой») — камео